# Randall William Cook
Randall „Randy“ William Cook (* 1951 oder 1952) ist ein US-amerikanischer Spezialeffektkünstler, der dreimal den Oscar in der Kategorie Beste visuelle Effekte erhielt.

## Leben
Randy Cook machte 1969 seine High-School-Abschluss an der Castro Valley High School in Castro Valley, Kalifornien. Danach ging er bis 1975 auf die Filmschule der University of California, wo er die Schauspielkunst studierte. Es folgte ein Animations-Trainingsprogramm bei Disney, wo er unter anderem als Stimme von Mickey Mouse arbeiten sollte, dies aber ablehnte. 1977 folgte der erste Spielfilm The Crater Lake Monster, in dem er als Assistenz-Modellanimator tätig war.
1984 bis 1985 arbeitete er für das Spezialeffekt-Unternehmen Entertainment Effects Group (1984 in Boss Film Studios umbenannt) an Filmen wie 2010: Das Jahr, in dem wir Kontakt aufnehmen, Ghostbusters – Die Geisterjäger und Die rabenschwarze Nacht – Fright Night. In den neunziger Jahren folgten Spielfilme wie Dragonworld, für den er erstmals als Leiter für Digitaleffekte mitwirkte und Highway zur Hölle. Ab 2001 war er als Animationsdesigner für die Herr-der-Ringe-Trilogie bei Weta Digital angestellt. Hier wurde er besonders für die Animation von Gollum bekannt. Er erhielt für die Trilogie dreimal den Oscar in der Kategorie Beste visuelle Effekte.

## Filmografie
- 1977: The Crater Lake Monster
- 1978: Laserkill – Todesstrahlen aus dem All (Laserblast)
- 1979: Invasion aus dem All (The Day Time Ended)
- 1981: Caveman – Der aus der Höhle kam (Caveman)
- 1982: American Monster (Q)
- 1982: Das Ding aus einer anderen Welt (The Thing)
- 1984: 2010: Das Jahr, in dem wir Kontakt aufnehmen (2010: The Year We Make Contact)
- 1984: Ghostbusters – Die Geisterjäger (Ghost Busters)
- 1985: Die rabenschwarze Nacht – Fright Night (Fright Night)
- 1986: Poltergeist II – Die andere Seite (Poltergeist II: The Other Side)
- 1987: Gate – Die Unterirdischen (The Gate)
- 1989: I, Madman
- 1990: Gate II – Das Tor zur Hölle (The Gate II: Trespassers)
- 1991: Highway zur Hölle (Highway to Hell)
- 1991: Puppet Master 2 – Die Rückkehr (Puppet Master II)
- 1992: Doctor Mordrid
- 1993: Puppet Master 4
- 1994: Dragonworld
- 1995: Die Kobolde sind los (Leapin’ Leprechauns!)
- 1997: Deathline
- 1998: From the Earth to the Moon (2 Folgen)
- 2001: Der Herr der Ringe: Die Gefährten (The Lord of the Rings: The Fellowship of the Ring)
- 2002: Der Herr der Ringe: Die zwei Türme (The Lord of the Rings: The Two Towers)
- 2003: Der Herr der Ringe: Die Rückkehr des Königs (The Lord of the Rings: The Return of the King)